# Bino Bini (scultore)
Bino Bini (Firenze, 11 settembre 1916 – Firenze, 2007) è stato uno scultore, medaglista e orafo italiano.

## Biografia
Formatosi all'Istituto d'arte di Firenze, fu innanzitutto scultore, realizzando varie opere per la committenza privata e pubblica, compresa quella religiosa. Con Mario Moschi, Antonio Berti, Sergio Benvenuti e altri, fu tra i protagonisti della ripresa dell'arte della medaglia nel secondo Novecento in Toscana. Fu incisore ufficiale per la Zecca di Stato della Repubblica di San Marino e fondò a Firenze, nel 1998, la Scuola Internazionale dell’Arte dei Metalli.